# Veeramanidasan
Veeramani Dasan es un cantante indio, intérprete de bhajans, música devocional de la India. Al principio Veeramanidasan tenía una compañía de música llamada Sruti Laya, si bien se ha dedicado a interpretar temas musicales devocionales de estilo religioso. También ha interpretado temas musicales de películas cinematográficas de su natal India. Con el paso del tiempo su carrera ha crecido, por lo cual ha interpretado unas 3.500 canciones devocionales y realizando una gira de conciertos. Ha cantando en los idiomas Tamil, Canarés y Telugu. Saltó a la fama el tema musical titulado "Yellam Valla Thaye". También ha estado realizando presentaciones y conciertos en templos populares, como el de Banaswadi Ayyappa en Bangalore y Brindavan Nagar Karumari Amman en Chennai.

## Discografía
| Álbum                                | Año  |
| Sandhanam Manakkudu - Ayyappan Album | 2011 |
| A film song (Uyya uyaa): Mudhal Idam | 2011 |
| 108 Amman Poojai                     |      |
| Aadivarum Kaavadi                    |      |
| Aanjaneya Sri Aanjaneya              |      |
| Aarupadai Veedu                      |      |
| Aayiram Kannudayaal                  |      |
| Amma Mariyamma                       |      |
| Arultharum Amma                      |      |
| Ayya Saami Maare                     |      |
| Gurunadha Vol - 2                    |      |
| Irumudi                              |      |
| Iyyappan Padalgal Vol - 1            |      |
| Kallum Mullum Kaalukku Methai        |      |
| Kurimedai                            |      |
| Maariamman Thaalaattu                |      |
| Maasaani Viratham                    |      |
| Mundhi Mundhi Vinaayagane            |      |
| Om Ganapathi Om - Veeramanidasan     |      |
| Saamimare Ayyapamare                 |      |
| Sakthi - Veeramanidasan              |      |
| Thirupathi Malaivaasa                |      |
| Udukai Oli Osaiyile                  |      |
| Vaaraaru Pillaiyaaru Vaaraaru        |      |
| Vandhanam Vandhanam Pillaiyaarae     |      |
| Varam Tharum Ganapathy               |      |
| Villakku Poojai                      |      |
| Vinayagar Thiruvilaiyadal            |      |
| Saami                                |      |
| Yellaam Valla Thaayae                |      |
| 108 Lakshmi Narasimhar               |      |